# 너를 노린다
《너를 노린다》는 2015년 12월 26일에 SBS에서 방영된 특집드라마이다.

## 등장 인물

### 주요 인물
- 류덕환 : 박희태 역 - 24~26세, 영재퀴즈 장원 출신, 서울대 정치학과 편입생
- 권율 : 염기호 역 - 24~26세, 동광그룹 3세, 서울대 법대생
- 장영남 : 남경희 역 - 42세, 경위
- 서준영 : 유민우 역 - 24~26세, 서울대 국문과

### 주변 인물
- 최태환 : 이건 역 - 24세, 고대생
- 이재백 : 윤찬영 역 - 24세, 연대 경영
- 오대환 : 임철호 역 - 30대 초반, 강력계 형사
- 이재균 : 조충호 역 - 23세, 연대 경영
- 김창환 : 김형식 역 - 23세, 연대 경영
- 한은성 : 박정우 역 - 23세, 서울대 정치학과
- 오아연 : 진윤서 역 - 23세, 서울대 정치학과
- 최귀화 : 전 사장 역 - 사채업체 '행복추심' 사장

### 그 외 인물들
- 서보익
- 홍희원
- 이채은
- 성현미
- 민대식
- 손지원
- 윤진하
- 정한진
- 장재호
- 임강헌
- 이준성
- 박대원
- 조모세
- 이혜은
- 문지희
- 심유승
- 김우영
- 김우진
- 이해운
- 설유빈
- 성정화
- 성승주
- 백천기
- 김성용
- 김학태
- 손주환
- 이수혁
- 유용우
- 김용운

### 특별출연
- 조희봉 : 상진 역 - 경희의 남편
- 송영규
- 신영진

### 우정출연
- 임지규 : 민상민 실장 역 - 동광그룹 비서실장
- 김진우 : 민형우 역 - 30대 초반, 혁신당 최연소 비대위원
- 김원석
- 허준석
- 김호창
- 문지은
- 이일환

## 시청률
| 회차 | 방송일자         | 시청률   | 시청률 |
| 회차 | 방송일자         | AGB 닐슨 | TNmS   |
| ---- | ---------------- | -------- | ------ |
| 1화  | 2015년 12월 26일 | 2.6%     | 3.2%   |
| 2화  | 2015년 12월 26일 | 3.4%     | 4.0%   |